# Deutsche Fechtmeisterschaften 2022
Bei den Deutschen Fechtmeisterschaften 2022 wurden die Einzel- und Mannschaftsmeisterschaften des Fechtsports nach Waffengattungen getrennt in drei Wettbewerben ausgetragen. Die Meisterschaften wurden vom Deutschen Fechter-Bund organisiert.

## Florett
Die Wettbewerbe fanden am 21. und 22. Mai 2022 in Tauberbischofsheim statt.

### Damenflorett
| Platz | Sportler     | Verein                 |
| ----- | ------------ | ---------------------- |
| 1     | Anne Sauer   | Future Fencing Werbach |
| 2     | Leonie Ebert | Future Fencing Werbach |
| 3     | Kim Kirschen | SC Berlin              |
| 3     | Leandra Behr | FC Tauberbischofsheim  |

Weitere Platzierungen: 5. Zsofia Posgay (PSV Stuttgart), 6. Anne Kirsch (FC Tauberbischofsheim), 7. Greta Vogel (PSV Stuttgart), 8. Marike Wegener  (Fechtcentrum Halle)

### Damenflorett (Mannschaft)
| Platz | Verein                | Sportler                                                                             |
| ----- | --------------------- | ------------------------------------------------------------------------------------ |
| 1     | FC Tauberbischofsheim | Pia Ueltgesforth Carlotta Sophie Morandi Anne Kirsch Leandra Behr Aliya Dhuique-Hein |
| 2     | PSV Stuttgart         | Zsofia Posgay Greta Vogel Aline Rustler Anna Baars                                   |
| 3     | TSG Weinheim          | Leilani Hohenadel Luca Holland-Cunz Marie Höfler Celia Hohenadel                     |

Weitere Platzierungen: 4. Future Fencing Werbach (Leonie Ebert, Pia van gen Hassend, Carolin Golubytskyi, Anne Sauer)

### Herrenflorett
| Platz | Sportler       | Verein                |
| ----- | -------------- | --------------------- |
| 1     | Laurenz Rieger | TSG Weinheim          |
| 2     | André Sanita   | OFC Bonn              |
| 3     | Fabian Braun   | FSV Klarenthal        |
| 3     | Felix Klein    | FC Tauberbischofsheim |

Weitere Platzierungen: 5. Marius Braun (KTF Luitpold München), 6. Moritz Renner (TSG Weinheim), 7. Philipp Sembach (TSG Weinheim), 8. Niklas Diestelkamp (KTF Luitpold München)

### Herrenflorett (Mannschaft)
| Platz | Verein                | Sportler                                                                 |
| ----- | --------------------- | ------------------------------------------------------------------------ |
| 1     | FC Tauberbischofsheim | Bastian Kappus Paul Luca Faul Luis Klein Felix Klein Ciaran Veitenheimer |
| 2     | TSG Weinheim          | Sebastiano Gröteke Philipp Sembach Moritz Renner Laurenz Rieger          |
| 3     | MTV München           | Florian Stadlbauer Justus Olbrich Oliver Droege Jan Fritsche             |

Weitere Platzierungen: 4. OFC Bonn (Nils Michael Schramm, André Sanita, David Liebscher, Markus Hamlescher)

## Degen
Die Wettbewerbe fanden am 21. und 22. Mai 2022 in Bonn statt.

### Damen (Einzel)
| Platz | Sportler              | Verein                  |
| ----- | --------------------- | ----------------------- |
| 1     | Laura Katalin Wetzker | FC Tauberbischofsheim   |
| 2     | Alexandra Ehler       | TSV Bayer 04 Leverkusen |
| 3     | Alexandra Ndolo       | TSV Bayer 04 Leverkusen |
| 3     | Lara Goldmann         | TSV Bayer 04 Leverkusen |

Weitere Platzierungen: 5. Anna Jonas (Heidenheimer SB), 6. Vanessa Riedmüller (Heidenheimer SB), 7. Gala Hess Sancho (TSV Bayer 04 Leverkusen), 8.  Anna Zens (CE Sud/Luxenburg)

### Damen (Mannschaft)
| Platz | Verein           | Sportler                                                            |
| ----- | ---------------- | ------------------------------------------------------------------- |
| 1     | Bayer Leverkusen | Alexandra Ndolo Lara Goldmann Alexandra Ehler Ricarda Multerer      |
| 2     | Heidenheimer SB  | Viktoria Hilbrig Nadine Stahlberg Vanessa Riedmüller Anna Jonas     |
| 3     | FC Leipzig       | Felicitas Grollmisch Luise Ziegler Klara Jaskulla Annett Krustewitz |

Weitere Platzierungen: 4. MTV München (Annika Graf, Stéphanie Christina Schwarting, Denise Brachert, Victoria von Erffa)

### Herren (Einzel)
| Platz | Sportler           | Verein                  |
| ----- | ------------------ | ----------------------- |
| 1     | Samuel Unterhauser | FC Tauberbischofsheim   |
| 2     | Richard Schmidt    | FC Tauberbischofsheim   |
| 3     | Peter Bitsch       | Heidelberger FC         |
| 3     | Marko Brinkmann    | TSV Bayer 04 Leverkusen |

Weitere Platzierungen: 5. Fabian Herzberg (TSV Bayer 04 Leverkusen), 6. André Hoch (FC Tauberbischofsheim), 7. Stephan Rein (Heidenheimer SB), 8. Christoph Magnus Michalzki (FC Leipzig)

### Herren (Mannschaft)
| Platz | Verein                        | Sportler                                                     |
| ----- | ----------------------------- | ------------------------------------------------------------ |
| 1     | Fecht-Club Tauberbischofsheim | Richard Schmidt André Hoch Samuel Unterhauser Bendix Kelpe   |
| 2     | Heidenheimer SB               | Stephan Rein Jonas Boorz Lucas Fröschl Jacob Blum            |
| 3     | TSV Bayer 04 Leverkusen       | Louis Bongart Marco Brinkmann Lukas Bellmann Fabian Herzberg |

Weitere Platzierungen: 4. Heidelberger FC (Robert Schmier, Julian Kulozik, Peter Bitsch, Jonas Gudera)

## Säbel
Die Wettbewerbe fanden am 30. April und 1. Mai 2022 in Dormagen statt.

### Damen (Einzel)
| Platz | Sportler          | Verein             |
| ----- | ----------------- | ------------------ |
| 1     | Julika Funke      | FC Würth Künzelsau |
| 2     | Anna-Lena Bürkert | FC Würth Künzelsau |
| 3     | Elisabeth Gette   | FC Würth Künzelsau |
| 3     | Lisa Derkum       | TSV Bayer Dormagen |

Weitere Platzierungen: 5. Larissa Eifler (TSV Bayer Dormagen), 6. Léa Krüger (TSV Bayer Dormagen), 7. Josephine Kober (FC Würth Künzelsau), 8. Fanny Straub (FC Würth Künzelsau)

### Damen (Mannschaft)
| Platz | Verein             | Sportler                                                             |
| ----- | ------------------ | -------------------------------------------------------------------- |
| 1     | FC Würth Künzelsau | Elisabeth Gette Anna-Lena Bürkert Christine-Marie Weber Julika Funke |
| 2     | TSV Bayer Dormagen | Felice Herbon Liska Derkum Larissa Eifler Léa Krüger                 |
| 3     | Tura Büderich      | Jennifer Schiffer Beatrice Henze Katrin Roth Stefanie Schiffer       |

Weitere Platzierungen: 4. Mainzer TV (Gunilla Graudins, Abigail Tropmann, Victoria Graudins, Nicole Thome)

### Herren (Einzel)
| Platz | Sportler         | Verein             |
| ----- | ---------------- | ------------------ |
| 1     | Matyas Szabo     | TSV Bayer Dormagen |
| 2     | Luis Bonah       | TSV Bayer Dormagen |
| 3     | Benno Schneider  | TSV Bayer Dormagen |
| 3     | Frederic Kindler | TSG Eislingen      |

Weitere Platzierungen: 5. Raoul Bonah (TSV Bayer Dormagen), 6. Colin Heathcock (TSG Eislingen), 7. Antonio Heathcock (TSG Eislingen), 8. Bas Wennemahr (TSV Bayer Dormagen)

### Herren (Mannschaft)
| Platz | Verein                       | Sportler                                                      |
| ----- | ---------------------------- | ------------------------------------------------------------- |
| 1     | TSV Bayer Dormagen           | Matyas Szabo Raoul Bonah Lorenz Kempf Benno Schneider         |
| 2     | TSG Eislingen                | Antonio Heathcock Colin Heathcock Frederic Kindler Simon Rapp |
| 3     | Fechtclub Tauberbischofsheim | Björn Hofmann Mark Neuhäuser Leon Kuzmin                      |

Weitere Platzierungen: 4. CTG Koblenz (Felix Kalter, Jan von Uxkull-Gyllenband, Leopold Mogg, Maximilian Mogg)